# Sommer-Paralympics 2012/Teilnehmer (Indien)
| stlisierte Goldmedaille | stlisierte Silbermedaille | stlisierte Bronzemedaille |
| ----------------------- | ------------------------- | ------------------------- |
| —                       | 1                         | —                         |

Indien entsandte zehn Athleten zu den Paralympischen Sommerspielen 2012 in London (29. August bis 9. September).

## Medaillen

### Medaillenspiegel
| Medaillenspiegel Indien |                |                              |                           |                           |        |
| Platz                   | Sportart       | Goldmedaille – Olympiasieger | Silbermedaille – 2. Platz | Bronzemedaille – 3. Platz | Gesamt |
| 01                      | Leichtathletik | 0                            | 1                         | 0                         | 1      |
| Total                   | Total          | 0                            | 1                         | 0                         | 1      |

### Medaillengewinner

#### Silber
| Name                  | Sportart       | Wettkampf               |
| --------------------- | -------------- | ----------------------- |
| Girisha Nagarajegowda | Leichtathletik | Hochsprung F42 – Männer |

## Teilnehmer nach Sportart

### Übersicht
| Disziplin      | Männer | Frauen | Wettkämpfe |
| -------------- | ------ | ------ | ---------- |
| Leichtathletik | 5      | 0      | 5          |
| Powerlifting   | 3      | 0      | 3          |
| Schießen       | 1      | 0      | 3          |
| Schwimmen      | 1      | 0      | 4          |

### Leichtathletik
| Athleten              | Wettbewerb           | Vorlauf / Vorkampf | Vorlauf / Vorkampf | Halbfinale   | Halbfinale | Finale       | Finale | Rang   |
| Athleten              | Wettbewerb           | Zeit / Weite       | Rang               | Zeit / Weite | Rang       | Zeit / Weite | Rang   | Rang   |
| --------------------- | -------------------- | ------------------ | ------------------ | ------------ | ---------- | ------------ | ------ | ------ |
| Männer                |                      |                    |                    |              |            |              |        |        |
| Girisha Nagarajegowda | Hochsprung F42       | –                  | –                  | –            | –          | 1,74 m       | 2      | Silber |
| Jaideep Deswal        | Diskuswurf F42       | –                  | –                  | –            | –          | 39,77 m      | 7      | 7      |
| Amit Kumar Sahora     | Diskuswurf F51/52/53 | –                  | –                  | –            | –          | 9,89 m       | 8      | 8      |
| Narender Ranbir       | Speerwurf F44        | –                  | –                  | –            | –          | 49,50 m      | 6      | 6      |
| Jagseer Singh         | Weitsprung F46       | –                  | –                  | –            | –          | 6,42 m       | 6      | 6      |

### Powerlifting (Bankdrücken)
| Athleten              | Wettbewerb         | Gewicht          | Rang             |
| Männer                |                    |                  |                  |
| Farman Basha          | Klasse bis 48 kg   | 150,0            | 5                |
| Rajinder Singh Rahelu | Klasse bis 67,5 kg | nicht angetreten | nicht angetreten |
| Sachin Chaudhary      | Klasse bis 82,5 kg | 187,0            | 9                |

### Schießen
| Athleten      | Wettbewerb                   | Qualifikation   | Qualifikation | Finale          | Finale        | Ringe/ Scheiben | Rang |
| Athleten      | Wettbewerb                   | Ringe/ Scheiben | Rang          | Ringe/ Scheiben | Rang          | Ringe/ Scheiben | Rang |
| ------------- | ---------------------------- | --------------- | ------------- | --------------- | ------------- | --------------- | ---- |
| Männer        |                              |                 |               |                 |               |                 |      |
| Naresh Sharma | R2: Luftgewehr stehend (SH1) | 571             | 24            | ausgeschieden   | ausgeschieden | 571             | 24   |
| Naresh Sharma | R6: Gewehr liegend (SH1)     | 575             | 36            | ausgeschieden   | ausgeschieden | 575             | 36   |
| Mixed         |                              |                 |               |                 |               |                 |      |
| Naresh Sharma | R7: Dreistellungskampf (SH1) | 1109            | 19            | ausgeschieden   | ausgeschieden | 1109            | 19   |

### Schwimmen
| Athleten         | Wettbewerb                 | Vorlauf     | Vorlauf | Finale        | Finale        | Rang |
| Athleten         | Wettbewerb                 | Zeit        | Rang    | Zeit          | Rang          | Rang |
| ---------------- | -------------------------- | ----------- | ------- | ------------- | ------------- | ---- |
| Männer           |                            |             |         |               |               |      |
| Sharath Gayakwad | 100 m Schmetterling (S8)   | 1:07,12 min | 9       | ausgeschieden | ausgeschieden | 9    |
| Sharath Gayakwad | 100 m Brustschwimmen (SB8) | 1:18,20 min | 12      | ausgeschieden | ausgeschieden | 12   |
| Sharath Gayakwad | 50 m Freistil (S8)         | 28,98 s     | 12      | ausgeschieden | ausgeschieden | 12   |
| Sharath Gayakwad | 200 m Lagen (SM8)          | 2:38,17 min | 14      | ausgeschieden | ausgeschieden | 14   |